# Zavrelimyia melanura
Zavrelimyia melanura är en tvåvingeart som först beskrevs av Johann Wilhelm Meigen 1804.  Zavrelimyia melanura ingår i släktet Zavrelimyia och familjen fjädermyggor. Arten är reproducerande i Sverige. Inga underarter finns listade i Catalogue of Life.